# Orust
Orust ist eine Insel vor der Westküste Schwedens in der Provinz Västra Götalands län und der historischen Provinz Bohuslän. Sie liegt nördlich der Provinzhauptstadt Göteborg. Nach Gotland und Öland ist sie mit einer Fläche von 345,5 km² die drittgrößte Insel Schwedens. Zusammen mit einigen umliegenden Inseln bildet sie die 388 km² große Gemeinde Orust.
Die Insel ist bei Sundsandvik (nahe Uddevalla) mit dem Festland und über weitere Brücken mit Tjörn verbunden.
Die Insel und die Nachbarinsel Tjörn zeichnen sich durch eine Konzentration vorzeitlicher Denkmäler aus, darunter zahlreiche Polygonaldolmen wie die bei Brattås und Haga, Ganggräber in Brattås und Skanstorp und weitere Dolmen. Auch Runensteine, Bautasteine, Felsritzungen und Langbetten sind dort zu finden. 

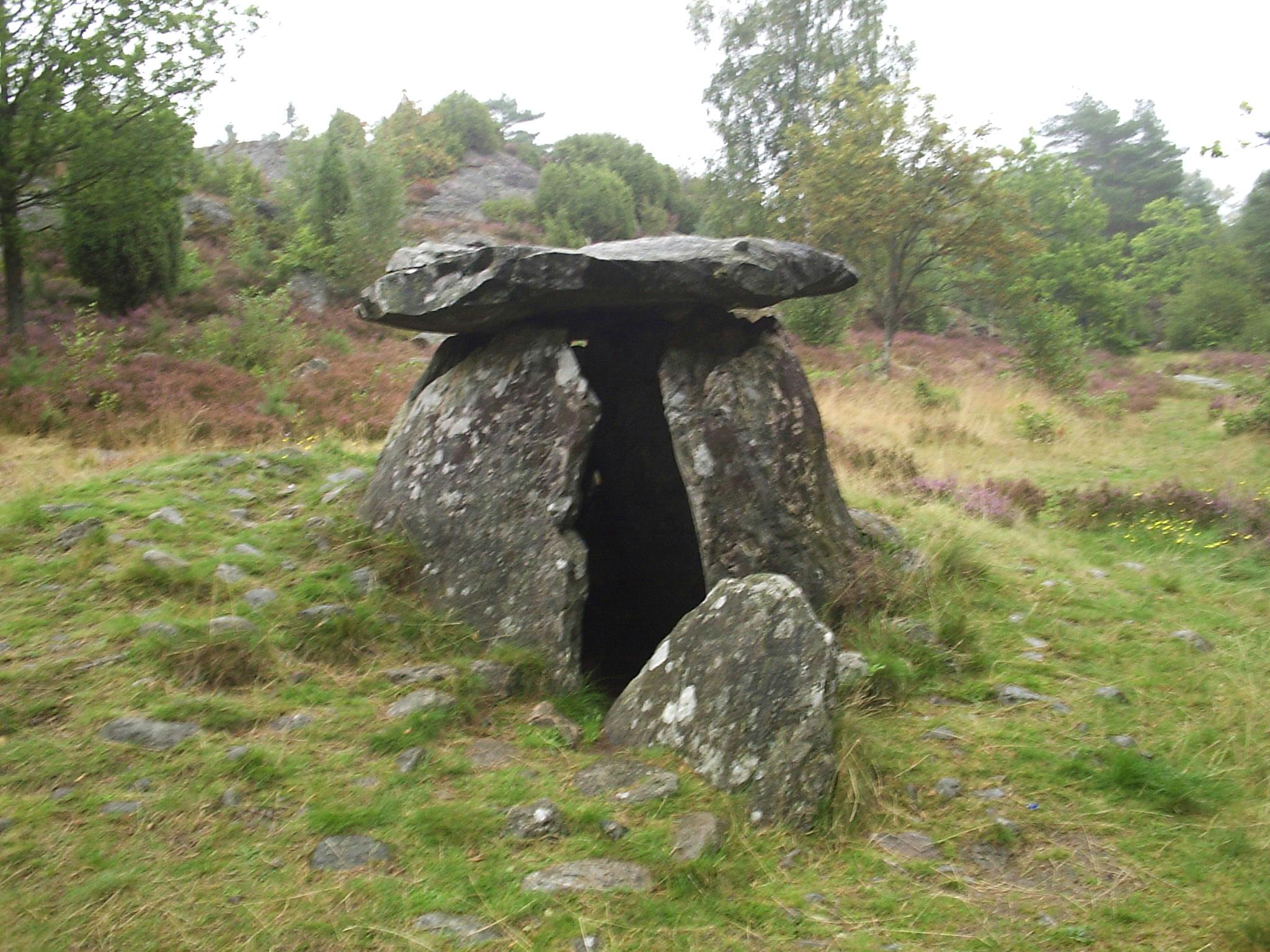
Dolmen von Haga auf der Insel Orust.
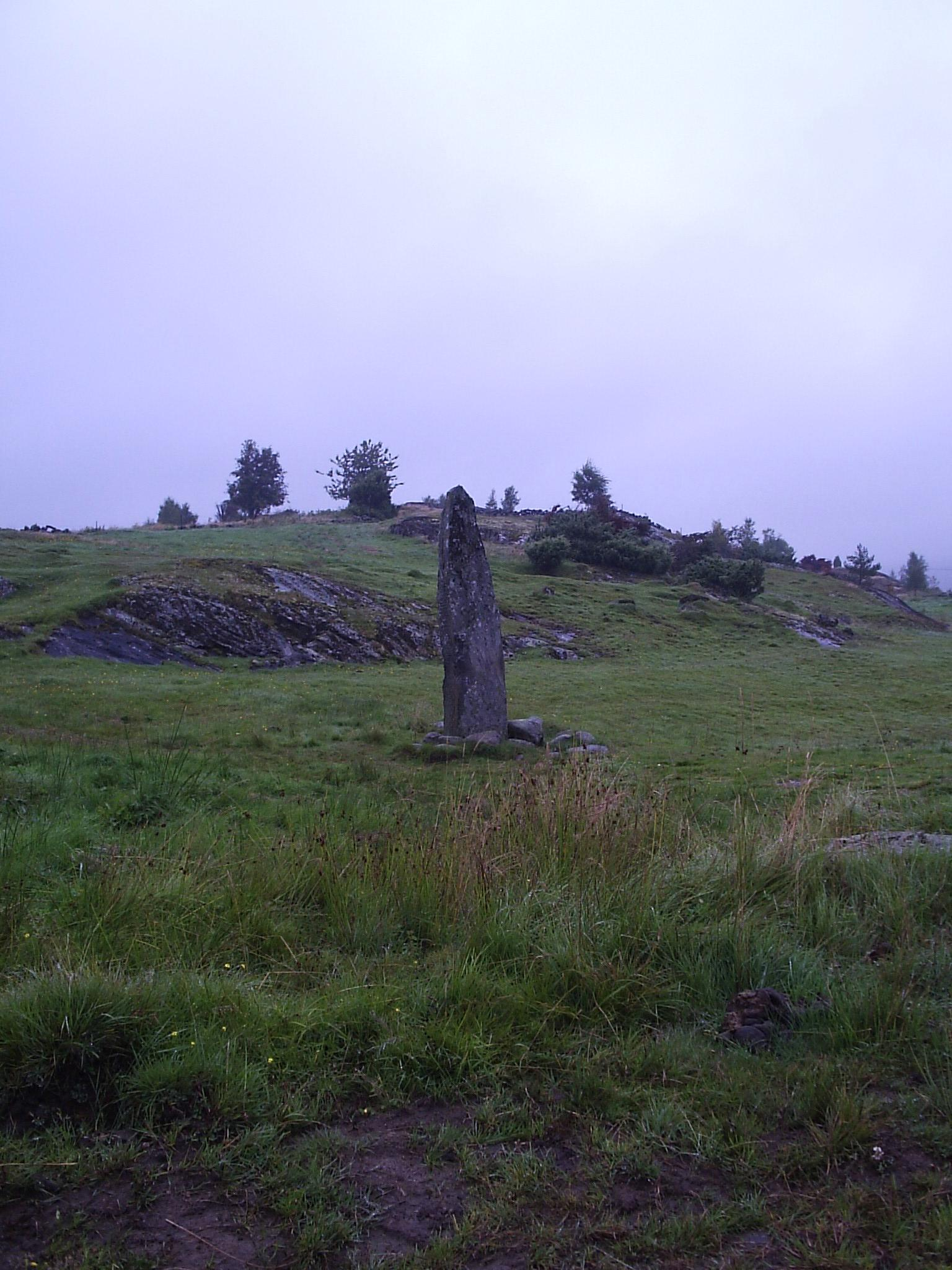
Runenstein von Nedre Hoga auf Orust.
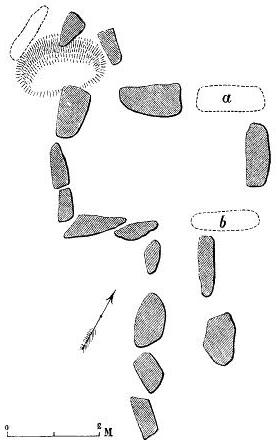
Ganggrab von Skanstorp.